# Frederick Marryat
Komandor Frederick Marryat (ur. 10 lipca 1792 w Londynie, zm. 9 sierpnia 1848 w Langham) – angielski wojskowy, a także pisarz, autor nowel i powieści o tematyce marynistycznej, awanturniczej i gotyckiej, oraz książek dla dzieci. Będąc oficerem Royal Navy usiłował przeciwstawiać się procederowi przymusowego poboru do marynarki wojennej, publikując broszurę Zalecenia służące zniesieniu obecnego systemu przymusowego wcielania do floty. Swoje morskie doświadczenia wykorzystał w późniejszej twórczości. Wzorujący się na opowiadaniach Charlesa Dickensa, dziś uważany za jednego z pionierów powieści marynistycznej. Najbardziej znane w Polsce dzieła to Okręt widmo oraz Peter Simple.

## Twórczość
- The Naval Officer, or Scenes in the Life and Adventures of Frank Mildmay (1829)
- The King's Own (1830)
- Newton Forster or, the Merchant Service (1832)
- Peter Simple (1834)
- Jacob Faithful (1834)
- The Pacha of Many Tales (1835)
- Mr Midshipman Easy (1836)
- Japhet, in Search of a Father (1836)
- The Pirate (nowela) (1836)
- The Three Cutters (1836)
- Snarleyyow, or the Dog Fiend (1837)
- Rattling the Reefer (wspólnie z Edwardem Howardem) (1838)
- Okręt widmo (The Phantom Ship) (1839)
- Diary in America (1839)
- Olla Podrida (1840)
- Poor Jack (1840)
- Masterman Ready, or the Wreck in the Pacific (1841)
- Joseph Rushbrook, or the Poacher (1841)
- Percival Keene (1842)
- Monsieur Violet (1843)
- Settlers in Canada (1844)
- The Mission, or Scenes in Africa (1845)
- The Privateersman, or One Hundred Years Ago (1846)
- The Children of the New Forest (1847)
- The Little Savage (wydana po śmierci autora, 1848)
- Valerie (wydana po śmierci autora, 1848)